# Maximilien Pastur
Maximilien Léon Charles Joseph Pastur (Geldenaken, 15 september 1878 - Prangins (Zwitserland), 7 februari 1930) was een Belgisch katholiek politicus en Waals militant.

## Levensloop
Pastur promoveerde tot doctor in de rechten aan de Katholieke Universiteit Leuven.
In 1911 werd hij tot gemeenteraadslid gekozen in Geldenaken en van 1912 tot 1921 was hij volksvertegenwoordiger, opeenvolgend voor de arrondissementen Brussel en Nijvel. Van 1921 tot 1925 was hij senator, gekozen voor het arrondissement Nijvel.
Vanaf 1913 begon hij reserves uit te drukken over de taalpolitiek die door de Katholieke partij werd vooropgesteld. Samen met Jules Destrée en Charles Magnette ondertekende hij het manifest dat aan de basis lag van het tijdschrift La Défense Wallonne.
In 1914 werd hij oorlogsvrijwilliger en werd hij benoemd tot militair auditeur achter het front. De zaken die hij te behandelen kregen deden bij hem het besef groeien dat het flamingantische gedachtegoed vooruitgang boekte en dit bracht er hem toe deel te nemen aan de Waalse beweging. In 1919 werd hij lid van de Assemblée Wallonne. Hij werd de woordvoerder van de Waalse eisen, zowel in zijn partij als in het parlement. Hij stemde tegen de algemene tweetaligheid in de overheidsdiensten en riep de Franstaligen op de vervlaamsing van de Rijksuniversiteit Gent te dwarsbomen.
Dit bracht hem in moeilijkheden binnen zijn partij, waar sommigen zijn uitsluiting vroegen. Hij sloot nauw aan bij de vereniging rond het tijdschrift La Terre Wallonne dat tegen het separatisme was, maar voor het regionalisme en voor de eentaligheid in Wallonië. 
De kritiek binnen de katholieke partij maakte dat hij aan zijn parlementair mandaat verzaakte en voortaan vooral binnen wallingantische bewegingen actief was, meer bepaald in de Assemblée wallonne. Hij hield ermee op in 1929, toen hij zwaar ziek werd.